# Gaetano Zompini

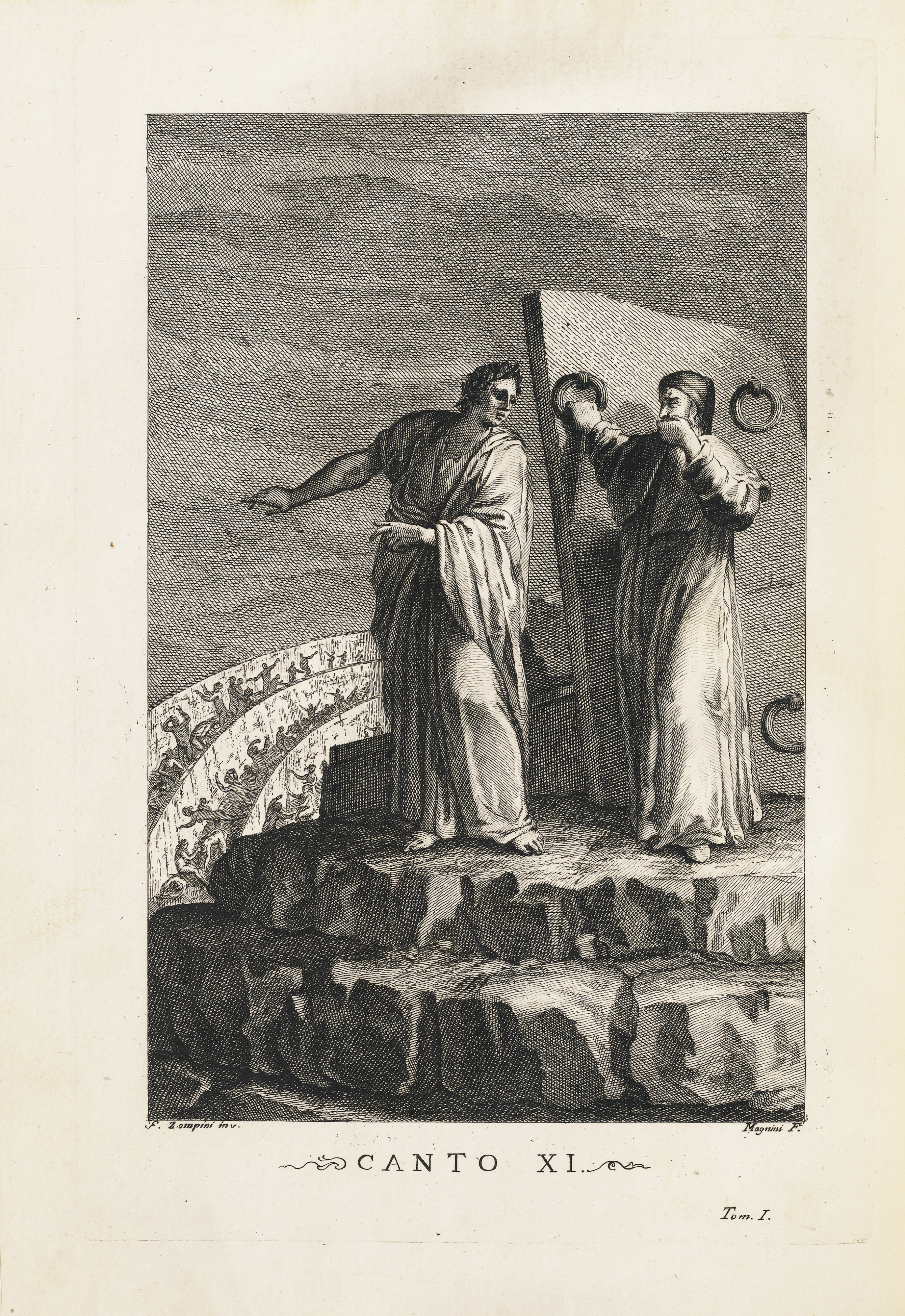
Illustrazione di Gaetano Zompini per il Canto XI dell'Inferno, incisione di Giovanni Magnini (edizione curata da Cristoforo Zapata de Cisneros, pubblicata da Antonio Zatta)

Gaetano Gerardo Zompini (Nervesa, 24 settembre 1700 – Venezia, 20 maggio 1778) è stato un pittore e incisore italiano.

## Biografia
Nacque a Nervesa, paese del Trevigiano ai piedi del Montello, da Andrea Zompini e da una donna di nome Paola (di cui non è precisato il cognome).
Trasferitosi a Venezia nel 1717, fu allievo di Niccolò Bambini, ma grande influenza ebbero anche le opere di Sebastiano Ricci. Il gusto riccesco, in questo caso con una costruzione prospettica alla Dorigny, è denotabile nella chiesa dei Tolentini dove lo Zompini affrescò il soffitto piatto sopra il tamburo, che doveva reggere la cupola, con una Trinità in gloria ed angeli, circondata poi da un'architettura a monocromo di Gerolamo Mengozzi Colonna. Nella Vergine Immacolata per la chiesa di San Bortolo di Rovigo riprende il modello del Ricci a San Vidal.
Il 15 febbraio 1730 sposò nella chiesa di San Cassiano Lucrezia Alberghetti, originaria di Nauplia; tra i testimoni vi era lo scultore Giovanni Marchiori. Dei loro undici figli si conosce ben poco: sappiamo solo, da un documento redatto dallo stesso Zompini, che già nel 1747 alcuni di loro lo aiutavano nella bottega.
Nel 1736 dipinse per il Palazzo Zinelli di Venezia una serie di tele con episodi tratti dall'Eneide passati poi alla collezione Tiele-Winckler nel Castello di Moszna nella Slesia ora polacca. Non è invece chiara la data delle Allegorie della Chiesa e delle Virtù cristiane dipinte a monocromo ed oro sul parapetto del pulpito di San Lio.
Nel 1748 progettò il piano iconografico per la Sala dell'Archivio della Scuola Grande dei Carmini la maggior parte dei dipinti furono eseguiti da Giustino Manescardi seguendo probabilmente i disegni dello Zompini. di sua mano furono le du grandi tele Rebecca al pozzo ed Esther sviene davanti ad Assuero.
Del 1751 circa sono le quattro tele della Chiesa di Ognissanti di Roncade: Samaritana al Pozzo, Battesimo di Gesù, Flagellazione, Incoronazione di spine.
In tutti questi dipinti espresse con scioltezza una forte indole narrativa, cosa che gli suggerì di cimentarsi soprattutto nell'illustrazione libraria allora molto in voga.
Con lo stampatore veneziano Antonio Zatta pubblicò le tavole per le pregiate edizioni di Dante e Petrarca. Ma la opera sua più nota in questo campo, Le arti che vanno per via nella città di Venezia,, le cui tavole Zompini aveva già inciso nel 1754, venne pubblicata solo nel 1785 quand'egli era già morto, cieco ed in miseria.

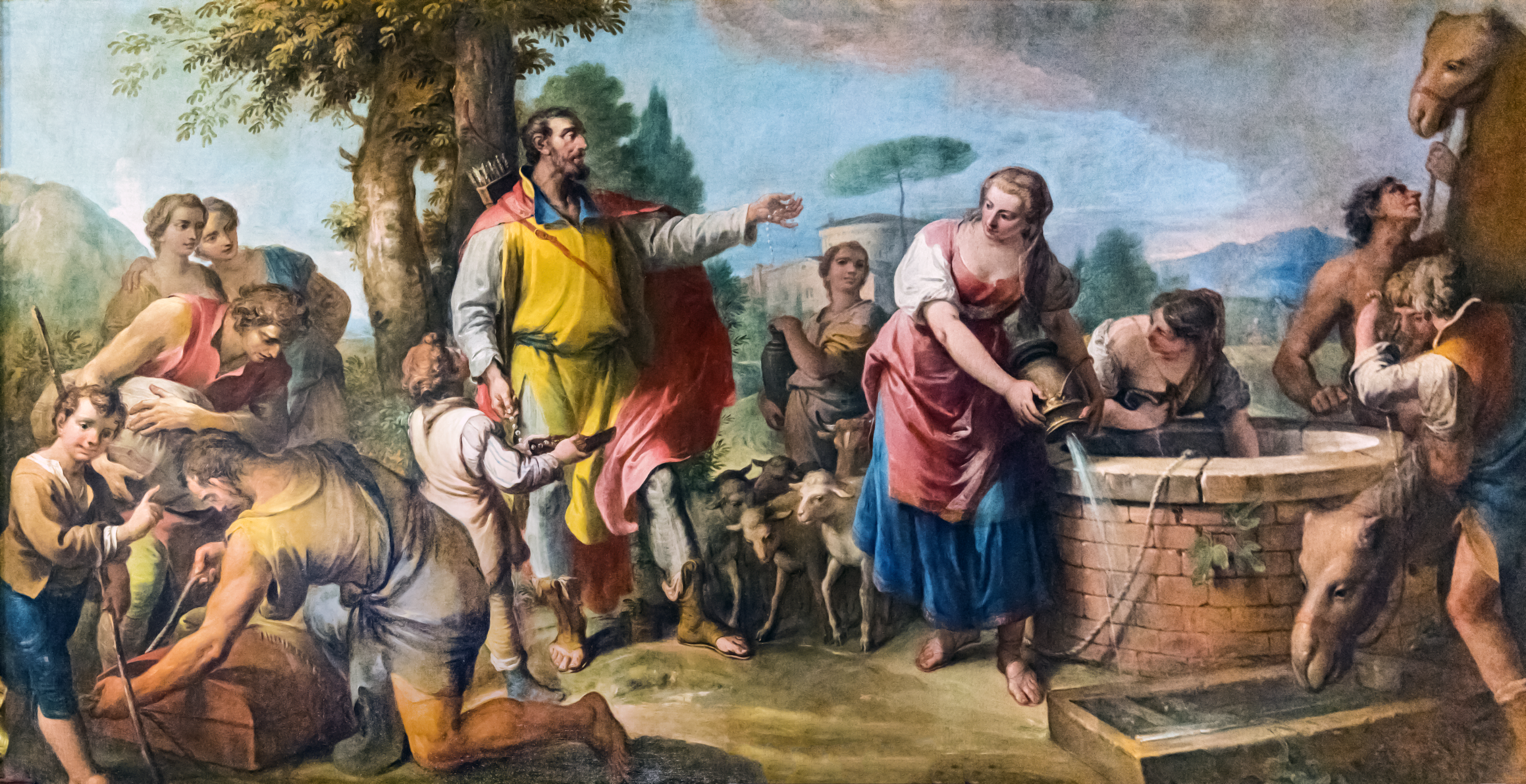
Rebecca al pozzo di Gaetano Zompini, Scuola Grande dei Carmini, Venezia
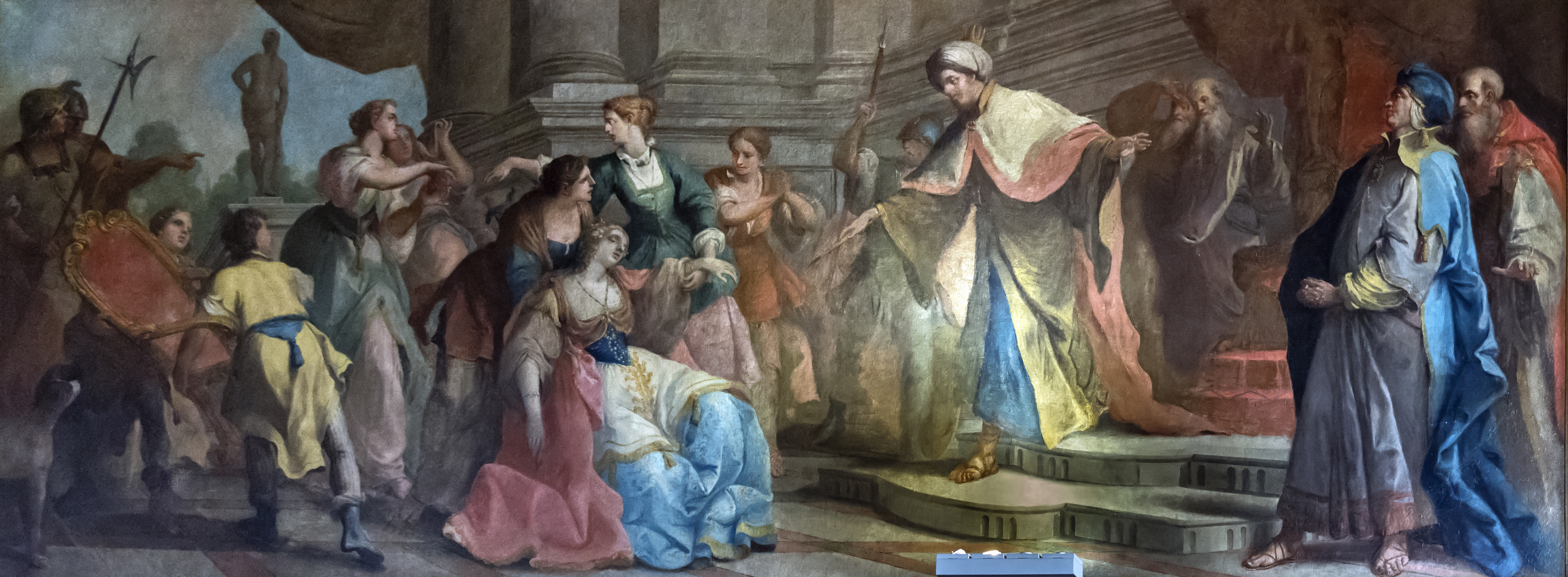
Esther sviene davanti ad Assuero di Gaetano Zompini, Scuola Grande dei Carmini, Venezia